# Трактор Сазі
«Трактор Сазі» (перс. باشگاه تراکتورسازی تبریز‎) (азерб. Tiraxtur Futbol Klubu) — професіональний іранський футбольний клуб з міста Тебриз, який виступає в Чемпіонаті Ірану.

## Досягнення

### Офіційні титули
- Чемпіонат Ірану:

- -  Чемпіон (1): 2024–25
  -  Срібний призер (3): 2011–12, 2012–13, 2014–15

- -  Кубок Хазфі
  -  Володар (2): 2013–14, 2019–20
  -  Фіналіст (2): 1975–76, 1994–95, 2016–17

- -  Ліга Азадеган
  -  Переможець (2): 1974–75, 2008–09
  -  Срібний призер (3): 1976–77, 1995–96, 2016–17

- -  Суперкубок Ірану
  -  Фіналіст (1): 2020

- Суперкубок Східного Азербайджану
  -  Переможець (1): 1992

### Неофіційні титули
- MILLS International Cup
  -  Переможець (1): 1995

- Міжнародний кубок Сардана Шахіда
  -  Переможець (2): 1995, 1996

- Кубок Шохада
  -  Переможець (1): 2014

## Відомі гравці

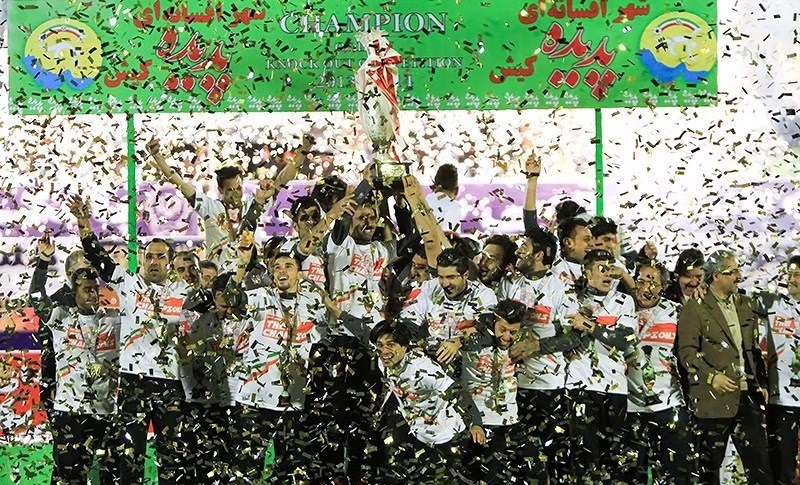
Святкування футболістами Трактора Сазі перемоги в Кубку Хазфі в 2014 році

| - Карім Ансаріфард - Мортеза Асаді - Карім Багері - Юнес Бахонар - Сірус Дінмохаммаді - Мохаммад Ібрагімі - Ферейдун Фазлі - Ях'я Голмохаммаді - Ґасем Хаддадіфар - Ехсан Хаджсафі - Алі Карімі - Джавад Каземян - Расул Хатібі - Мегді Кіані | - Первіз Мазлумі - Мохаммад Надері - Мехрдад Пуладі - Амір Хоссейн Садеґі - Мегді Салех-Саєді - Андранік Теймурян - Селіо Феррейра дос Сантос - Едер Лусіану - Леандру Андре Пімета Фаріу - Родрігу Тоші - Ентоні Стоукс - Каррар Яссім - Даніель Олерум - Флавіу Пайшау |